# 斯特凡妮·克劳森
斯特凡妮·克劳森（丹麥語：Stefanie Clausen，1900年4月1日—1981年8月2日），丹麦女子跳水运动员。她曾代表丹麦参加1920年夏季奥林匹克运动会跳水比赛，获得一枚金牌，成为首位获得奥运金牌的丹麦女运动员。